# CompactFlash

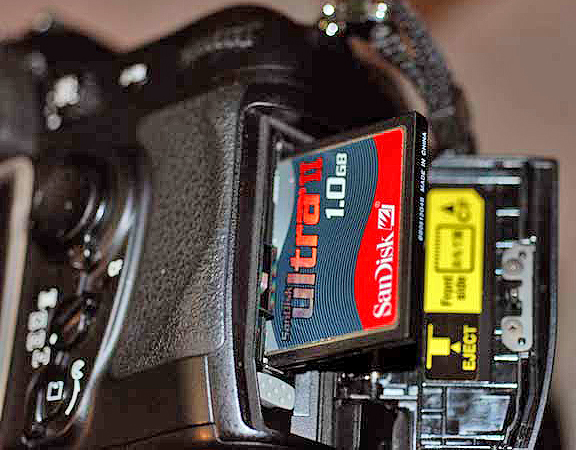
CompactFlash de 1 GB într-un slot al camerei digitale Nikon D200 DSLR

CompactFlash (CF) este un format de card de memorie de tip memorie flash (memorie cu acces aleator) portabil. A fost specificat și produs de către compania americană SanDisk începând cu anul 1994 .  Cardurile CompactFlash sunt utilizate în principal de aparatele foto și video profesionale și high-end. Canon și Nikon sunt printre companiile care folosesc CompactFlash pe dispozitivele lor electronice.

## Caracteristici

Card CompactFlash

Cardurile CompactFlash sunt concepute după standardul PC Card PCMCIA cu 68 de pini (de aceea, din punct de vedere al echipamentului gazdă, se comportă exact ca un disc dur, fiind un așa-numit disc SSD) și necesită doar un mic adaptor pasiv pentru a fi conectat la un dispozitiv compatibil PCMCIA. Conexiunea la interfețe seriale (USB, FireWire, SATA) este posibilă utilizând un adaptor activ. Sunt de obicei formatate în FAT12 (capacitate până la 16 MB), FAT16 (până la 2 GB, uneori până la 4 GB) și FAT32 (mai mari de 2 GB), dar pot fi formatate cu orice alt tip de sistem de fișiere, cum ar fi Ext, JFS, NTFS. De asemenea pot fi partiționate atâta timp cât dispozitivul gazdă le poate citi. Cardurile CompactFlash sunt adesea folosite în loc de hard disk-uri în sistemele înglobate. 

## Tipuri

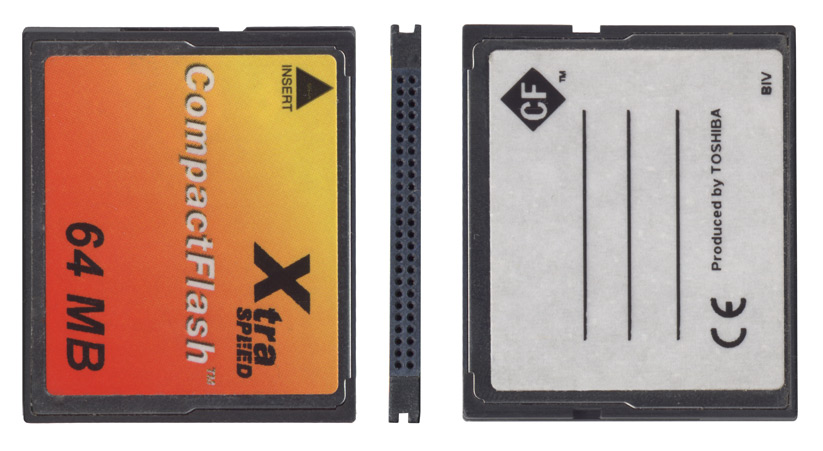
Card CompactFlash I

Există mai multe tipuri de carduri CF:
- CompactFlash I (Type I) - capacități de stocare ce pot merge până la 128 PiB (în realitate este de 512 GB) și dimensiuni fizice de 43 × 36 × 3,3 mm.
- CompactFlash II (Type II) - aceleași specificații ca cele Tip I, dar sunt mai groase: 43 × 36 × 5 mm.

Acestea sunt cardurile tradiționale CompactFlash și folosesc interfața Parallel ATA. Viteza de transfer nominală este notată de producător în multiplu de 150 kB/s. De exemplu, un card notat cu 600x are o viteză de transfer de 600 x 150 kB/s = 90 MB/s, viteză care necesită un cititor de card cu o interfață USB 3.0. Cardurile Type I sunt complet compatibile cu cele Type II. Majoritatea dispozitivelor Type II sunt dispozitive Microdrive.

CompactFlash se menține încă în topul preferințelor fabricanților datorită capacităților mari și lipsei problemelor de compatibilitate, apărute cu alte tipuri de carduri. 

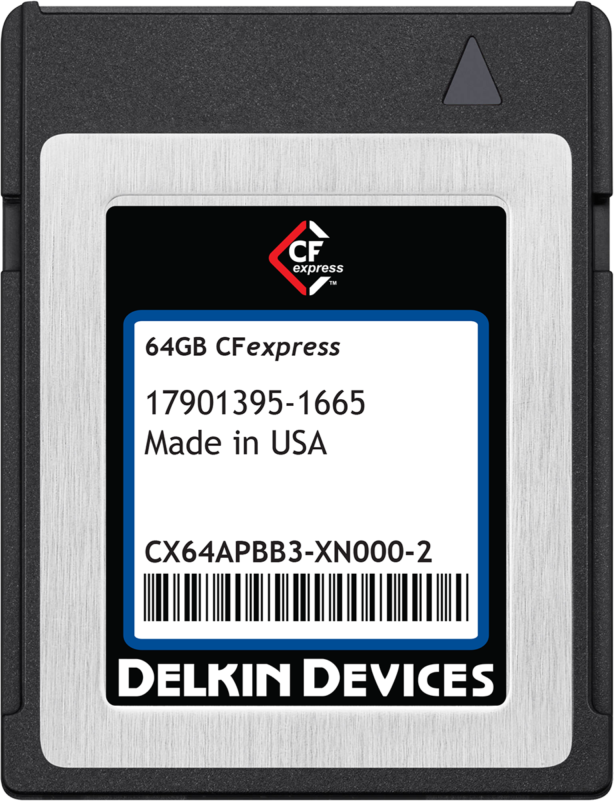
CFexpress

- CompactFast (CFast) -  folosește interfața Serial ATA. Specificația CFast 1.1 anunțată în septembrie 2008, se bazează pe interfața SATA-II și acceptă viteze de magistrală de până la 300 MB/s. Noua specificație CFast 2.0 din 2012 suportă SATA-III cu viteze de până la 600 MB/s. Cardurile CFast au dimensiunile 36,4 x 42,8 x 3,6 mm.[3]
- CFexpress – dezvoltat în 2016 de SanDisk, Sony și Nikon, folosește PCI Express 3.0 și are suport pentru NVMe. Există 2 versiuni ale specificației CFexpress:
  - CFexpress 1.0, cu suport pentru NVMe 1.2, folosește factorul  de formă 38,5 x 29,6 x 3,8 mm (2 GB/s).
  - CFexpress 2.0, cu suport pentru NVMe 1.3, folosind 2 factori de formă: 20 x 28 x 2,8mm  (1 GB/s) și 54  x 74 x 4,8 mm (4GB/s). Cardurile CFexpress nu sunt compatibile cu sloturile CF, deoarece au dimensiuni fizice diferite. CompactFlash Association anunță în viitor și o variantă pentru PCIe 4.0. [4][5]

## Producători
- Apacer
- A-Data
- Canon
- FujiFilm
- Integral Europe
- Kingston
- Kodak
- Lexar
- Olympus
- Panasonic
- Proflash Technologies
- Ritek
- Sandisk
- Samsung
- Sony
- Swissbit
- Toshiba
- Transcend
- Verbatim
- Umax